# آبي إسبينوزا
آبي إسبينوزا (بالإنجليزية: Abe Espinosa)‏ هو لاعب غولف أمريكي، ولد في 9 فبراير 1889 في مونتيري في الولايات المتحدة، وتوفي في 13 فبراير 1980 في مقاطعة سان لويس أوبيسبو في الولايات المتحدة.